# Renaissance der Straßenbahn

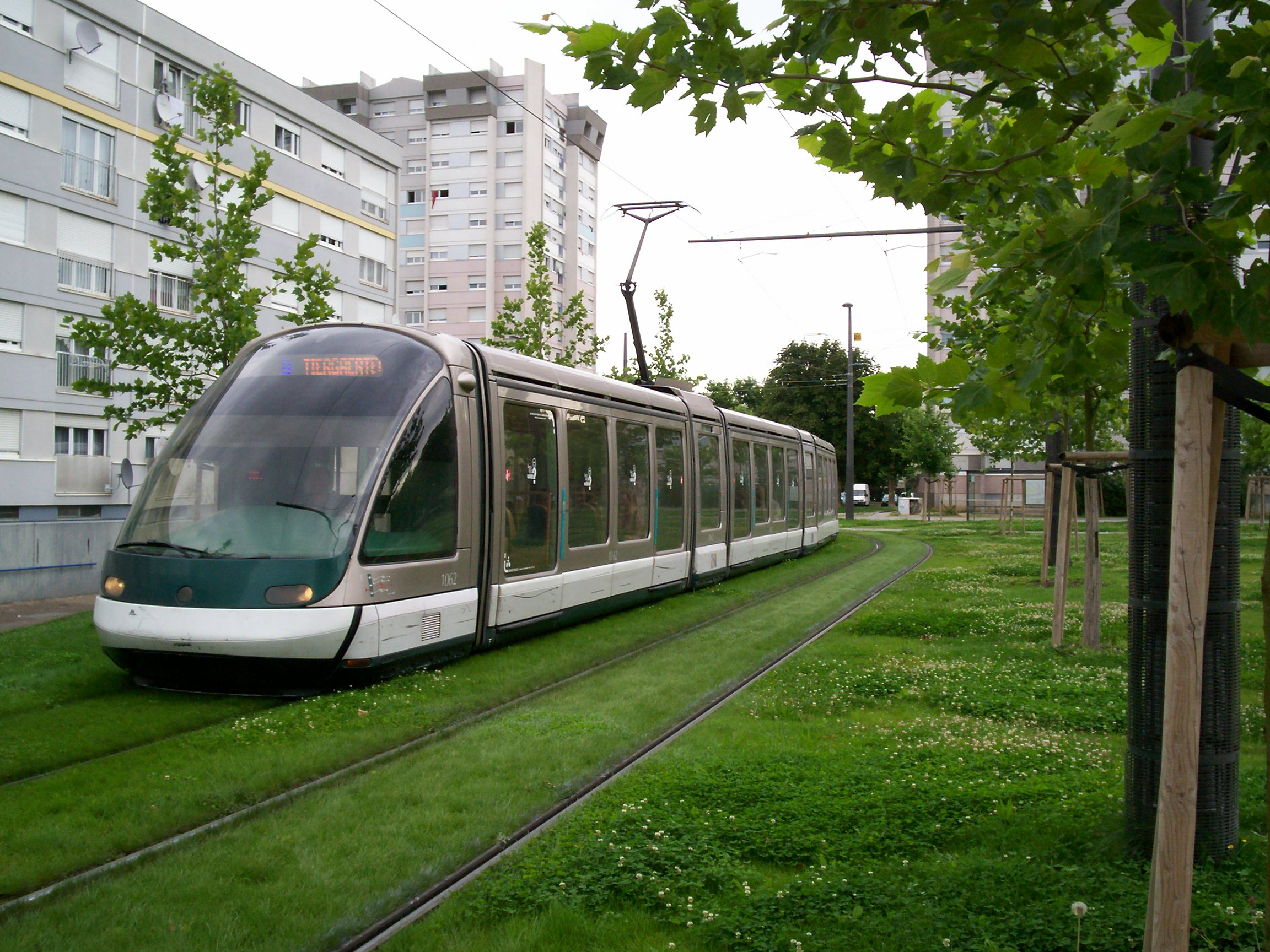
Die 1994 eröffnete Straßenbahn Straßburg nahm eine Vorreiterrolle bei der Wiedereinführung der Straßenbahn in Frankreich ein.

Renaissance der Straßenbahn bezeichnet die Entwicklung und Errichtung neuer Straßenbahnbetriebe in jüngster Zeit. Nachdem Mitte des 20. Jahrhunderts weltweit Straßenbahnen stillgelegt worden waren, begann in den 1970er- zunächst in den USA und Kanada und ab den 1980er-Jahren in Frankreich der Wiederaufbau von Straßenbahnnetzen. Diese Entwicklung setzte sich in weiteren Ländern vor allem in Europa fort, z. B. Italien, Spanien und Vereinigtes Königreich, sowie außerhalb Europas insbesondere im Mittelmeerraum. Etwa seit 2000 entstehen neue Netze auch in Ländern außerhalb Europas und Nordamerikas wie beispielsweise der Türkei oder Algerien. International wird die Renaissance der Straßenbahn als wichtiger Aspekt einer Verkehrswende im Hinblick auf die Reduzierung des motorisierten Individualverkehrs betrachtet.
In Deutschland entstand bis 2020 nur ein neues Netz in Saarbrücken, zudem direkte oder indirekte Verlängerungen bereits vorhandener Systeme in (chronologische Reihenfolge) Oberhausen, Heilbronn, Kehl, Weil am Rhein sowie z. B. in Karlsruhe, Bremen, Mainz und Freiburg im Breisgau. Eine historische Linie wurde wieder aufgebaut in Augsburg. Einige neue Straßenbahnnetze befinden sich in Planung, wobei die Realisierung erster Teilabschnitte Anfang der 2030er Jahre vorgesehen ist, nämlich die Stadtbahn Kiel sowie die Stadt-Umland-Bahn Nürnberg–Erlangen–Herzogenaurach.
In der Schweiz wird derzeit in Lausanne eine neue Straßenbahnstrecke errichtet; ansonsten bleibt es bei der Erweiterung vorhandener Netze. In Österreich gibt es in den dortigen Straßenbahnnetzen seit 2010 ebenfalls Netzerweiterungen oder Neuplanungen. Hierbei sticht vor allem die Straßenbahn Gmunden hervor, welche 2014 mit der Lokalbahn Gmunden–Vorchdorf verknüpft wurde.

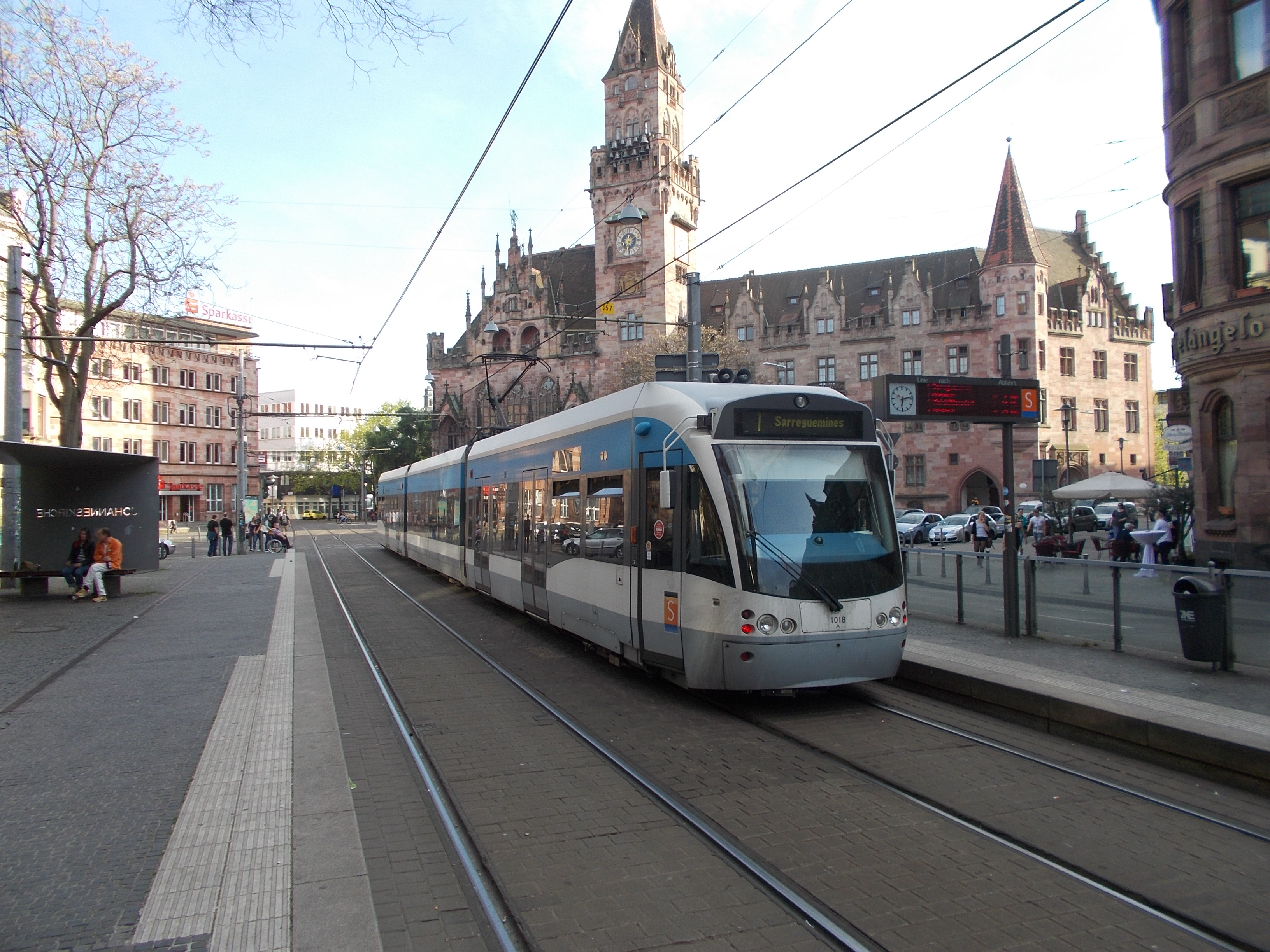
Renaissance der Straßenbahn in Deutschland: Saarbrücken

## Vorgeschichte
Nachdem Straßenbahnen in vielen Städten, vorwiegend in Europa und den USA, errichtet worden waren, verlor die Straßenbahn mit der Zunahme des Individualverkehrs an Bedeutung. Außerdem konnten viele Städte nach dem Zweiten Weltkrieg ihre Betriebe nicht mehr halten. So kam es weltweit zu einer Stilllegungswelle; die Anzahl der Straßenbahnbetriebe sank von über 1000 auf unter 300.

### Gründe für die Aufgabe von Straßenbahnnetzen
Folgende mögliche Gründe für die Aufgabe von Straßenbahnnetzen werden häufig angebracht:
- Zerstörung der Bahnanlagen z. B. durch Kriegseinwirkung (z. B. Straßenbahn Tilsit)
- Kosten für Umleitung, Sanierung und Ausbau der Straßenbahnstrecken waren zu hoch (z. B. Straßenbahn Trier, Straßenbahn Koblenz)
- Zunahme des Individualverkehrs (z. B. Vestische Straßenbahn)
- Stadt war sehr klein (z. B. Straßenbahn Meißen)
- Oberleitungsbusse und Omnibusse galten als effektiver, da sie nicht an die Schiene gebunden sind (z. B. Straßenbahn Pirmasens)
- Umstellung von Pferdebahn auf elektrische Straßenbahn scheiterte (z. B. Straßenbahn Ingolstadt, Pferdebahn Döbeln)
- andere Verkehrsmittel – konkret U-Bahn oder Wuppertaler Schwebebahn – wurden als ausreichende Alternative gesehen bzw. als „Ersatz“ geplant und gebaut (z. B. Straßenbahn Hamburg, Straßenbahn Wuppertal, Fürther Teilstrecken der Straßenbahn Nürnberg, Straßenbahn Westberlin sowie Frankfurt am Main, wo das Konzept einer schienenfreien Innenstadt verfolgt wurde)

Besonders auffällig ist, dass die meisten Straßenbahnen in den 1950er- bis 1970er-Jahren aufgegeben wurden; in dieser Zeit herrschte das Leitmotiv der autogerechten Stadt, so dass vielerorts die Straßenbahn beim Ausbau der Straßen neuen Fahrstreifen weichen musste. In dieser Zeit wurden vor allem auch viele Überlandstraßenbahnen heute noch vorhandener Stadtnetze stillgelegt, da die Bahn für die Fahrten in die Vorort kaum genutzt wurde oder dem Ausbau von neuen breiteren Straßen im Weg war.
In den USA kauften zudem zwischen 1930 und 1960 verschiedene Automobilunternehmen unter Führung von General Motors die Straßenbahnnetze in vielen Städten und überließen diese dann dem Verfall, bis die Reparaturkosten zu teuer waren und die Netze stillgelegt werden mussten. Dieser große amerikanische Straßenbahnskandal wurde erst Mitte der 1970er-Jahre bekannt.

### Umdenken
Bereits in den 1970er-Jahren kam es jedoch zu einem Umdenken, insbesondere durch die steigenden Benzinpreise und die Ölkrise und das zunehmende Umweltbewusstsein. In Westdeutschland entstanden in dieser Zeit Planungen für U-Stadtbahnen und erste Ideen für Regionalstadtbahnen. In Ostdeutschland beförderte der Devisenmangel eine Rückbesinnung auf elektrisch angetriebene Verkehrsmittel, deren Primärenergie letztlich heimische Braunkohle statt sowjetischer Mineralölprodukte war. Ein ähnliches Phänomen war bei der Deutschen Reichsbahn zu beobachten, wo die Elektrifizierung wieder an Schwung gewann und Dieselloks teilweise wieder durch Dampfloks verdrängt wurden. In anderen Ländern Europas und Nordamerikas kam es zu einer Renaissance der Straßenbahn. Seinerzeit wurden verkehrspolitische und umweltpolitische Vorteile der Straßenbahn gegenüber Omnibus, Oberleitungsbus und U-Bahn, sowie dem Individualverkehr wieder erkannt. Heute ist die Renaissance der Straßenbahn ein wichtiger Aspekt der Verkehrswende in vielen Städten weltweit, insbesondere im Hinblick auf Verkehrsvermeidung und der Verkehrsverlagerung (Reduktion des motorisierten Individualverkehrs).

## Die Wiedereinführung der Straßenbahn

### Light Rail Transit in den USA ab den 1970er Jahren

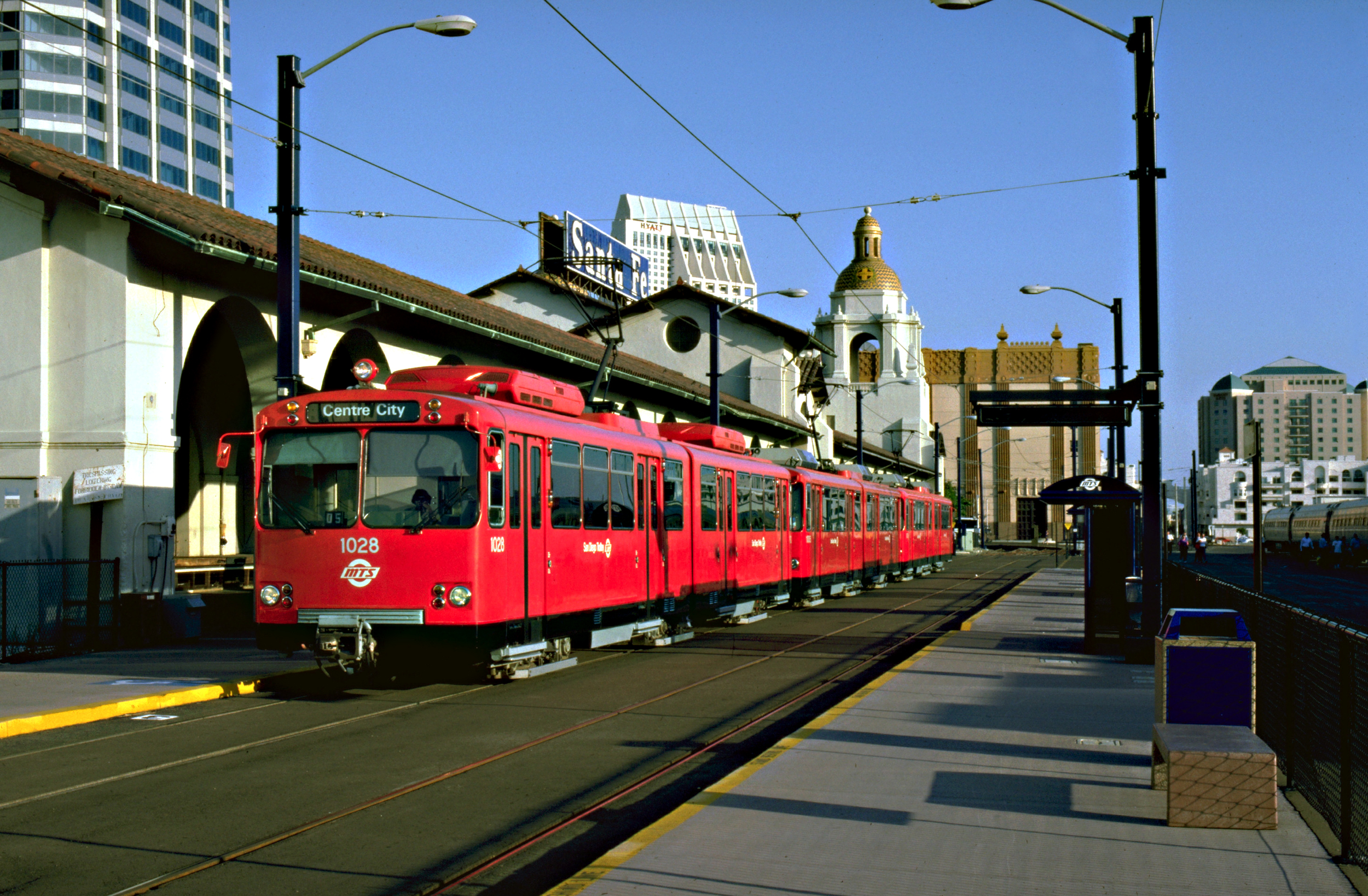
Stadtbahnwagen der 1. Generation (Typ U2 von Duewag) in San Diego

In den USA waren bis in die 1950er-Jahre schon die meisten Straßenbahnen stillgelegt worden. Die zunehmende Motorisierung führte jedoch zu erheblichen Problemen in den Innenstädten in den 1960er-Jahren. Die zum Ersatz der Straßenbahnen eingerichteten Buslinien stellten sich für den Pendlerverkehr als unattraktiv heraus. In diese Zeit fällt die Rezeption der europäischen U-Straßenbahnen, die mit Hochbahnsteigen an den Außenästen zu Metrosystemen umgebaut wurden, bei denen auch für den Massentransport ein schneller Fahrgastwechsel möglich ist.
Die Überlegungen führten 1972 dann zur begrifflichen Definition von LRV-Leichtbahnfahrzeugen (Light rail vehicle). Die ebenfalls 1972 gegründete Urban Mass Transportation Administration (UMTA) gründete dann Kommissionen zur Förderung von Nahverkehrssystemen für die Städte, in denen Straßenbahnen verschwunden waren. Noch vor den USA wurde das erste LRV-System in Edmonton (Kanada) 1974 begonnen und 1978 eröffnet. Es folgte die Stadtbahn in Calgary und die Straßenbahn San Diego 1981. Für die genannten drei Städte importierte man zu dieser Zeit die U2-Stadtbahnwagen aus Deutschland (durch den Buy America Act mit lokaler Endmontage ab 1983).
Ab Mitte der 1980er-Jahre kam es dann zur Eröffnung weiterer Straßenbahnen, und den Umbau überlebender Straßenbahnen wie in Toronto und in Pittsburgh. In den USA übernehmen die Straßenbahnen seitdem unter dem Namen „Light Rail Transit“ meist städteverbindende Funktionen: Sie verbinden die Kernstadt mit ihren großen Stadtteilen und Trabantenstädten. In vielen Fällen führen sie dabei aber nicht direkt ins Stadtzentrum, sondern nur in dessen Nähe oder umfahren es. In diesem Sinne lassen sie sich eher mit den europäischen Stadtbahnen vergleichen, auch wenn sie teilweise straßenbahnähnliche Trassen und Fahrzeuge benutzen. In den USA wird dabei generell zwischen klassischen „streetcar“-Straßenbahnen und neueren „light rail“-Stadtbahnen unterschieden, wobei auch einige neuere Systeme den Begriff „light rail“ einsetzen, die im Charakter eher Straßenbahnen gleichen.
Im 21. Jahrhundert setzte sich die Renaissance der Straßenbahn bzw. light rail in Nordamerika fort. Neue Straßenbahnsysteme wurden u. a. in Ottawa, Seattle, Houston, Minneapolis/Saint Paul, Charlotte und Phoenix in Betrieb genommen. Im gleichen Zeitraum wurden viele der in den 1980er- und 90er-Jahren in Betrieb genommenen Light-Rail-Systeme um weitere Linien ergänzt oder verlängert. Die umfangreichsten darunter sind mittlerweile in Dallas (Netzlänge 150 km), Los Angeles (142 km), Portland (97 km), San Diego (86 km) und Denver (76 km).

### Entwicklung in Frankreich ab den 1970er Jahren

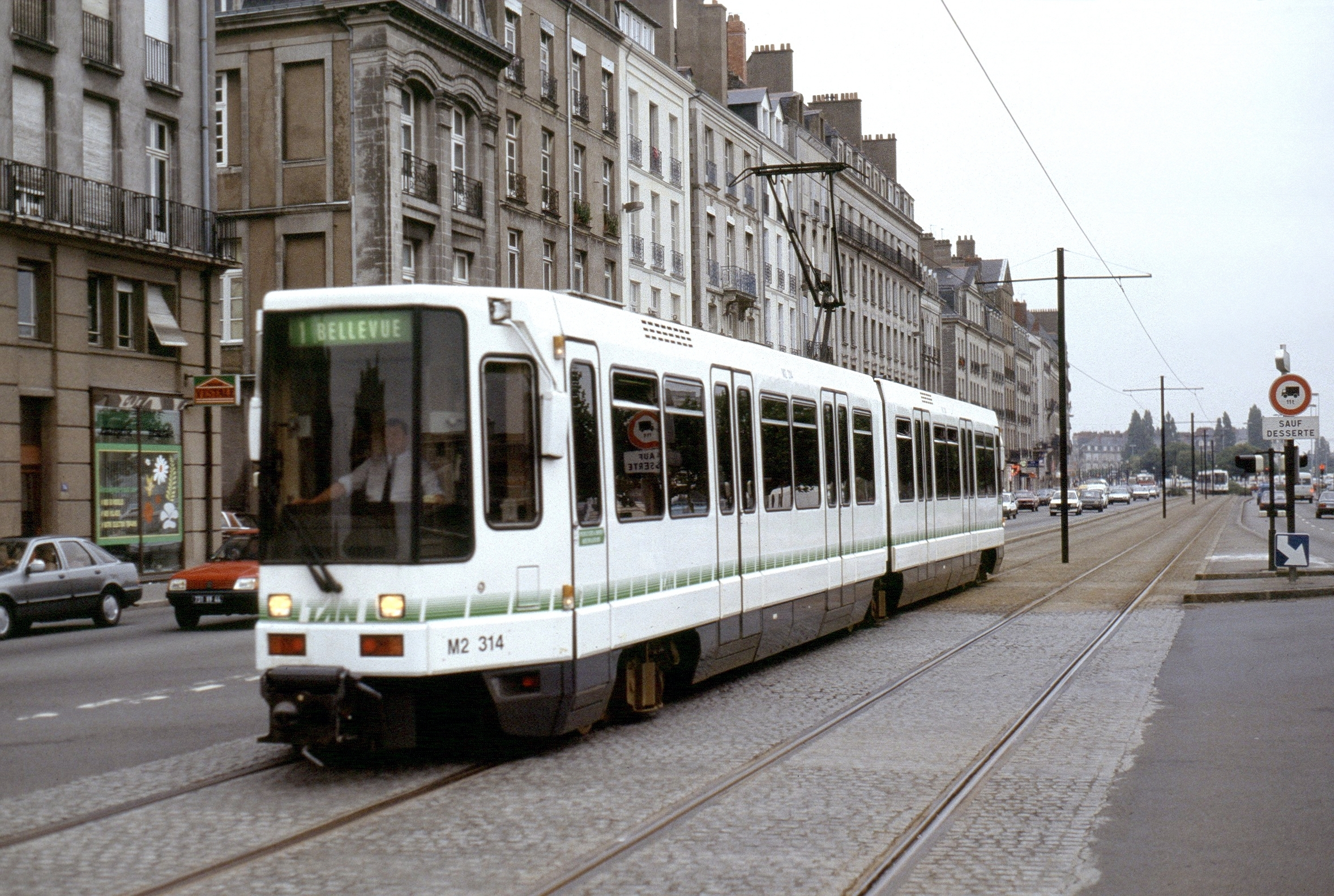
Hochfluriger Gelenkwagen der Straßenbahn Nantes, 1988

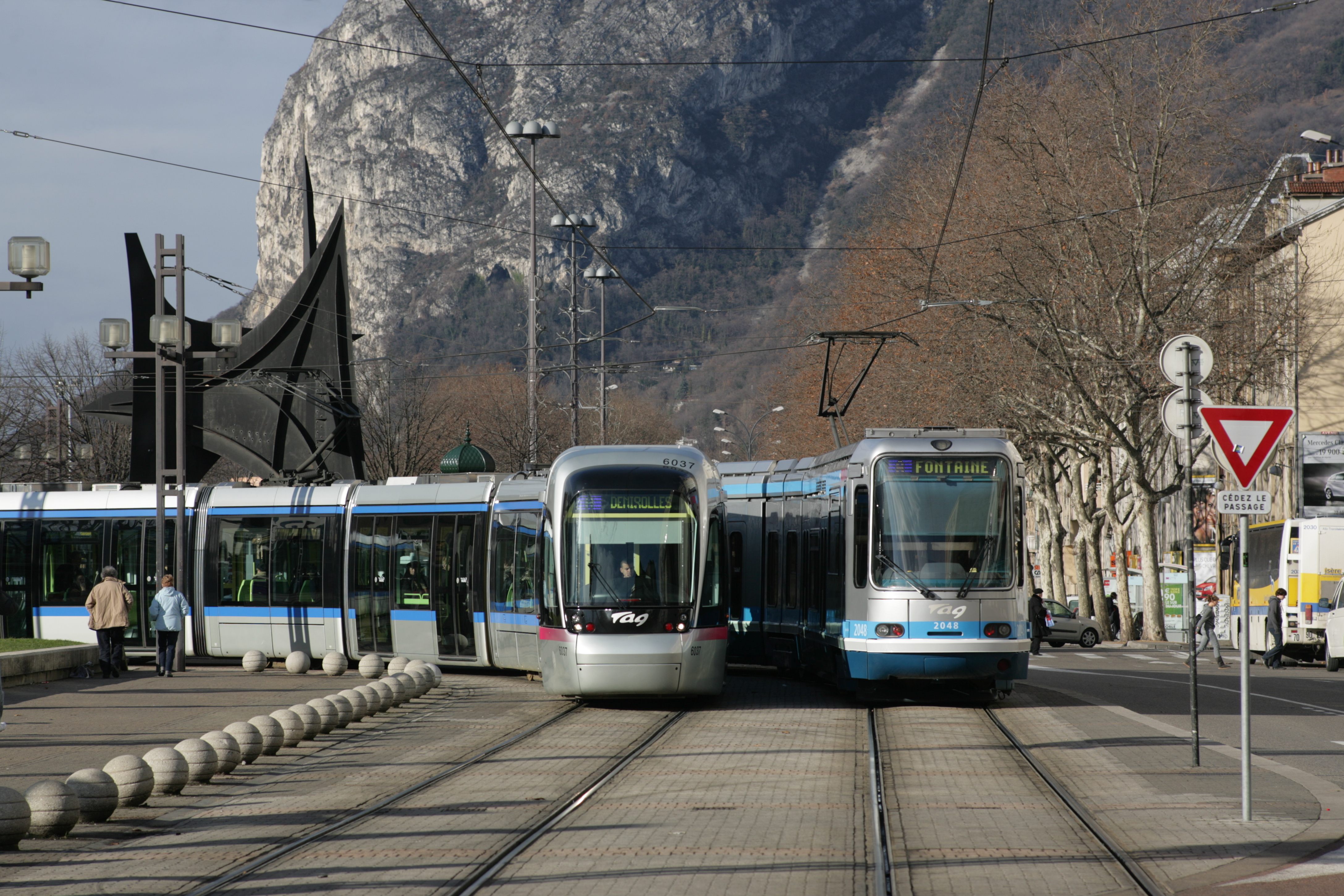
Grenoble: Rechts ein TFS aus der Anfangszeit, links ein Citadis 402 der zweiten Generation

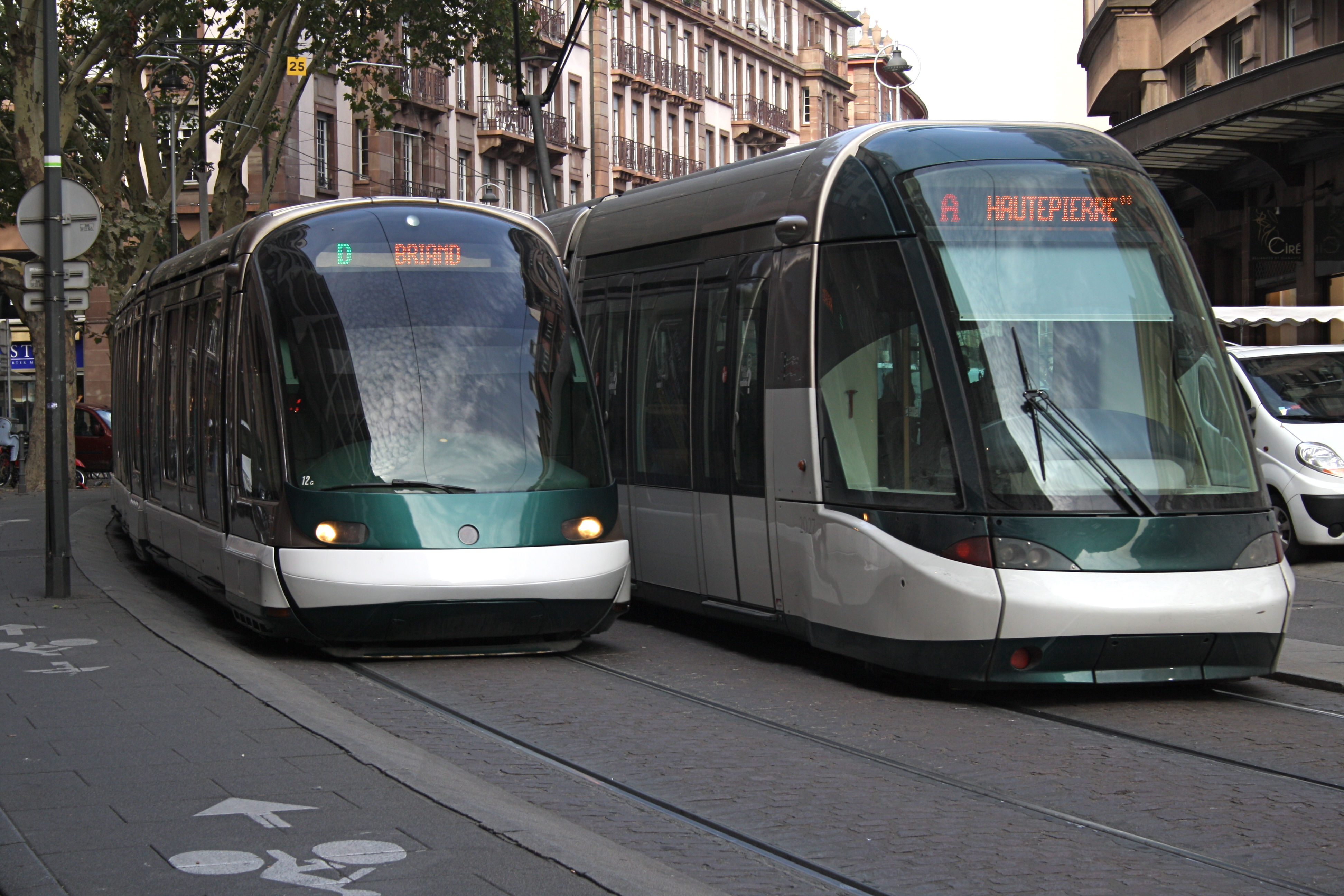
Eurotram der ersten Generation (links) und Citadis 403 in Straßburg

Während in Deutschland in Kiel (1985), Bremerhaven (1982) oder Wuppertal (1987) noch Straßenbahnen stillgelegt wurden, entbrannte in Frankreich die Diskussion über die Wiedereinführung des Verkehrsmittels in Großstädten. Die Regierung förderte diese Projekte; von 1986 bis 2006 existierte ein Gesetz, nach dem jede Stadt, die eine Straßenbahn bauen wollte, staatliche Hilfen erhielt. Als letzte Stadt profitierte Valenciennes im Jahr 2006 von diesem Gesetz. Dennoch wollen andere Städte weiter bauen, da die bestehenden Betriebe Vorbildcharakter haben. Manche Städte (auch mit erfolgreichen Straßenbahnprojekten wie Nantes und Rouen) stellten Planungen für Netzergänzungen oder neue Netze um auf hochwertige Bussysteme wie Bus Rapid Transit (abgekürzt BRT) oder Bus à Haut Niveau de Service (abgekürzt BHNS).
1985 errichtete als erste Stadt Nantes eine neue Straßenbahnstrecke, 1987 folgte die Straßenbahn Grenoble. Dieses Netz stellt das erste Straßenbahnnetz der Welt dar, das von Anfang an nur Niederflurwagen einsetzte.
Als vorbildliches, innovatives Beispiele für die Wiederinbetriebnahme von vormals stillgelegten Straßenbahnen gilt das Netz in Bordeaux. Die dortige Straßenbahn war 1958 stillgelegt worden. In den 1990er-Jahren entschied sich die Stadt jedoch, die Verkehrsprobleme durch eine Rückkehr zur Straßenbahn zu lösen. Um zu vermeiden, dass Strommasten das Bild der Altstadt stören, beziehen die Bahnen dort Strom über eine mittig zwischen den Gleisen liegende Stromschiene, bei der nur der gerade unter dem Straßenbahnwagen befindliche kurze Stromschienen-Bereich unter Spannung gesetzt wird. In Nizza verkehren Straßenbahnen abschnittsweise mittels Akkus, um das historische Stadtbild auf zwei Plätzen nicht zu beeinträchtigen.
Als eines der besten Beispiele für die Renaissance der Straßenbahn in Frankreich wird die Straßenbahn Straßburg angesehen. Das neue Netz wurde 1994 eröffnet. Inzwischen besteht es aus sechs Linien (bezeichnet von A bis F), die nahezu alle Stadtteile von Straßburg erschließen. Seit April 2017 ist auch die deutsche Nachbarstadt Kehl in das Konzept integriert. Die Straßenbahntrassen in Straßburg wurden oft aufwändig, unter anderem mit vielen begrünten Bahnkörpern, Teil des Stadtbildes. Zudem stellte Straßburg eine der ersten Städte in Frankreich dar, in denen ein Großteil der Innenstadt autofrei wurde und nun nur noch von Straßenbahnen erschlossen wird, die eine teils breite Fußgängerzone durchqueren. Da wie in Grenoble von Anfang an Niederflurwagen eingesetzt wurden und zudem sämtliche Bahnsteige perfekt angepasst wurden, wird die Straßburger Straßenbahn auch lokal als „Trottoir Rouloir“ (zu deutsch „Rollender Bürgersteig“) genannt. Bemerkenswert sind auch die Straßenbahnzüge selbst, welche durch ihre futuristische Form mittlerweile schon zur Touristenattraktion geworden sind. Das Konzept von Straßburg wurde zum Vorbild für viele andere Städte in Frankreich und anderen Ländern Europas.
In den 2000er- und 2010er gab es eine ganze Welle weiterer neu bzw. wieder in Betrieb genommener Straßenbahnsysteme, u. a. in Lyon, Mülhausen, Le Mans, Dijon und Tours.

### Ehemalige DDR nach 1990
In der DDR gab es – wie im gesamten Ostblock – eine hohe Zahl von Straßenbahnbetrieben, die allerdings um 1990 teilweise (besonders in den kleineren Städten) auf einem technisch vollkommen veralteten Niveau waren. Es zeigten sich hier regional unterschiedliche Entwicklungen. Viele Städte hielten nach der Wiedervereinigung an der Straßenbahn als modernes und ökologisch sinnvolles Verkehrsmittel fest. In den 1990er-Jahren wurden mit hohem finanziellem Aufwand Streckennetze und Fuhrparks modernisiert. Später begann vielerorts der Ausbau des vorhandenen Angebotes. Beispielsweise wuchs die Netzlänge der Straßenbahn Erfurt zwischen 1998 und 2007 um etwa zwölf Kilometer auf etwa 45 Kilometer. Auch in Magdeburg, Rostock, Jena, Halle (Saale) oder Gera wurden die Netze erheblich ausgebaut. Andererseits kam es in anderen Städten entgegen dem oben geschilderten, weltweiten Trend nach 1990 zu erheblichen Stilllegungen im Streckennetz, wie beispielsweise in Leipzig, wobei das Ausmaß der Stilllegungen die wenigen Neubaumaßnahmen der letzten Jahre weit überragt. Die letzte Streckenstilllegung im Leipziger Umland-Netz erfolgte im Jahre 2015 auf Betreiben der Stadt Markkleeberg. Der kleinste Straßenbahnbetrieb Deutschlands in Naumburg ergänzt seit 2014 wieder den ÖPNV, der dreiundzwanzig Jahre zuvor kalt stillgelegt wurde, Teilstrecken blieben dank bürgerschaftlichen Engagements erhalten und wurden zunächst einer touristischen Nutzung zugeführt. Trotz vieler Streckenwiedereröffnungen in Naumburg in den letzten Jahren ist der Zustand von vor 1990 nicht wieder erreicht worden. In Städten wie Chemnitz, Zwickau und Nordhausen wurden Konzepte erprobt, indem regionale Eisenbahnverbindungen mit Straßenbahnnetzen verknüpft wurden. In Berlin gelang es dem seit den 1960ern auf den Ostteil beschränkten Betrieb, nach der Wende wieder im Westen „Fuß zu fassen“; das System wird in der Gesamtstadt ausgebaut.

### Ausbau in Westdeutschland

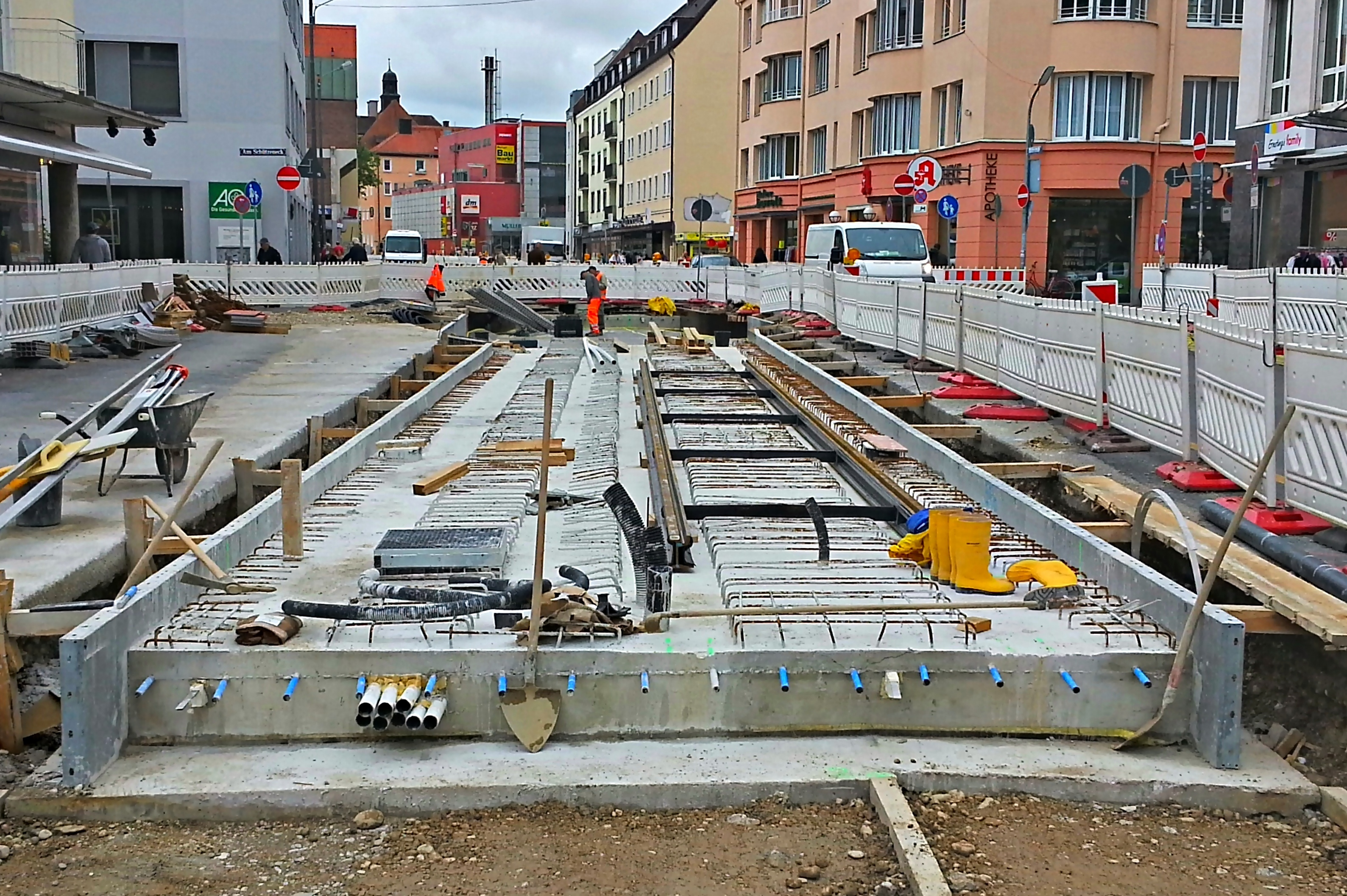
Neuverlegung eines Straßenbahngleises in München (2013)

Nach der Wiedervereinigung wurden auch in Westdeutschland die vorhandenen Strecken wieder ausgebaut. Hierfür stehen die Netze in Karlsruhe und Freiburg im Breisgau. Inzwischen werden in vielen Städten auch einst stillgelegte Linien wieder in Betrieb genommen, z. B. in Augsburg. Ein weiteres Beispiel ist die Ulmer Straßenbahn, deren Netz ebenfalls erneut ausgebaut wird. Außer in den bereits erwähnten Städten Heilbronn, Oberhausen und Saarbrücken wurde die Straßenbahn jedoch bislang nirgendwo komplett wiedereingeführt. Auch das Netz der Münchner Straßenbahn befindet sich aktuell (wieder) in einer Ausbauphase: Einige der in den 1980er-Jahren stillgelegten Strecken werden wieder errichtet. In Frankfurt am Main wurde von den 1960er bis Mitte der 1980er Jahre das Konzept einer schienenfreien Innenstadt verfolgt und auch in den äußeren Stadtteilen verschwanden Trassen der Straßenbahn. Seit 1999 wächst das Netz der Tram  wieder und wurde um neue Linien ergänzt.
Auch der komplette Neubau in Städten, die bisher keine Straßenbahn hatten, wird mehr und mehr diskutiert, so die Stadt-Umland-Bahn Erlangen, welche in gewisser Weise eine Erweiterung der Straßenbahn Nürnberg darstellt. Noch in den 1970er-Jahren war hier eine Stilllegung zu Gunsten eines reinen U-Bahn- und Busnetzes vorgesehen. Ebenso erwägt Kiel, als neben Wiesbaden zurzeit einziger Landeshauptstadt ohne schienengebundenes Nahverkehrssystem, die Einführung einer modernen Straßenbahn.

#### Bürgerentscheide
Allerdings gibt es örtlich auch Entwicklungen, die sich gegen dieses Verkehrsmittel aussprechen: So wurde 2015 in Oberhausen durch einen Ratsbürgerentscheid die Erweiterung des dortigen Netzes abgelehnt. Auch die geplante Citybahn Wiesbaden wurde 2020 in einem Bürgerentscheid mit deutlicher Mehrheit abgelehnt. Dennoch titelte der Fahrgast, das Mitgliedermagazin von Pro Bahn, beziehungsreich: Mehr Straßenbahn wagen. Am Tag der Europawahl 2024, dem 9. Juni 2024, gab es zwei Bürgerentscheide über Straßenbahnprojekte. Während das Projekt in Regensburg von 53,7 % der Abstimmenden abgelehnt wurde fand die Stadt-Umland-Bahn Nürnberg–Erlangen–Herzogenaurach mit 52,4 % ja-Stimmen eine Zustimmung der Mehrheit und wird folglich ins Planfeststellungsverfahren gehen um anschließend gebaut und ca. 2031  in Betrieb genommen zu werden.
Das Projekt in Erlangen ist dabei bundesweit das Erste, welches in einem Bürgerentscheid von einer Mehrheit angenommen worden ist.

### Netzerweiterungen in der Schweiz
Auch in der Schweiz wurde begonnen, die Tram-Netze zu erweitern, so in Zürich (Glattalbahn, Tram Zürich West), Basel (Verlängerung nach Weil am Rhein/Deutschland und St. Louis/Frankreich), Bern (Tram Bern West), Lausanne (Flon - Renens) und Genf (Onex/Bernex). Auch in Lugano ist die Wiederauferstehung von Trams im Gespräch.

### Netzerweiterungen in Österreich
Insbesondere nach 2010 wurden (und werden) in allen österreichischen Straßenbahnnetzen in Wien, Gmunden, Graz, Innsbruck und Linz Neubaustrecken errichtet und dadurch die vorhandenen Netzstrukturen verändert und erweitert. 2018 wurde die Gmundner Straßenbahn mit der Schmalspurstrecke der Traunseebahn zu einer Linie verbunden.

## Neue Konzepte im Straßenbahnbau

### Verknüpfung mit der Eisenbahn

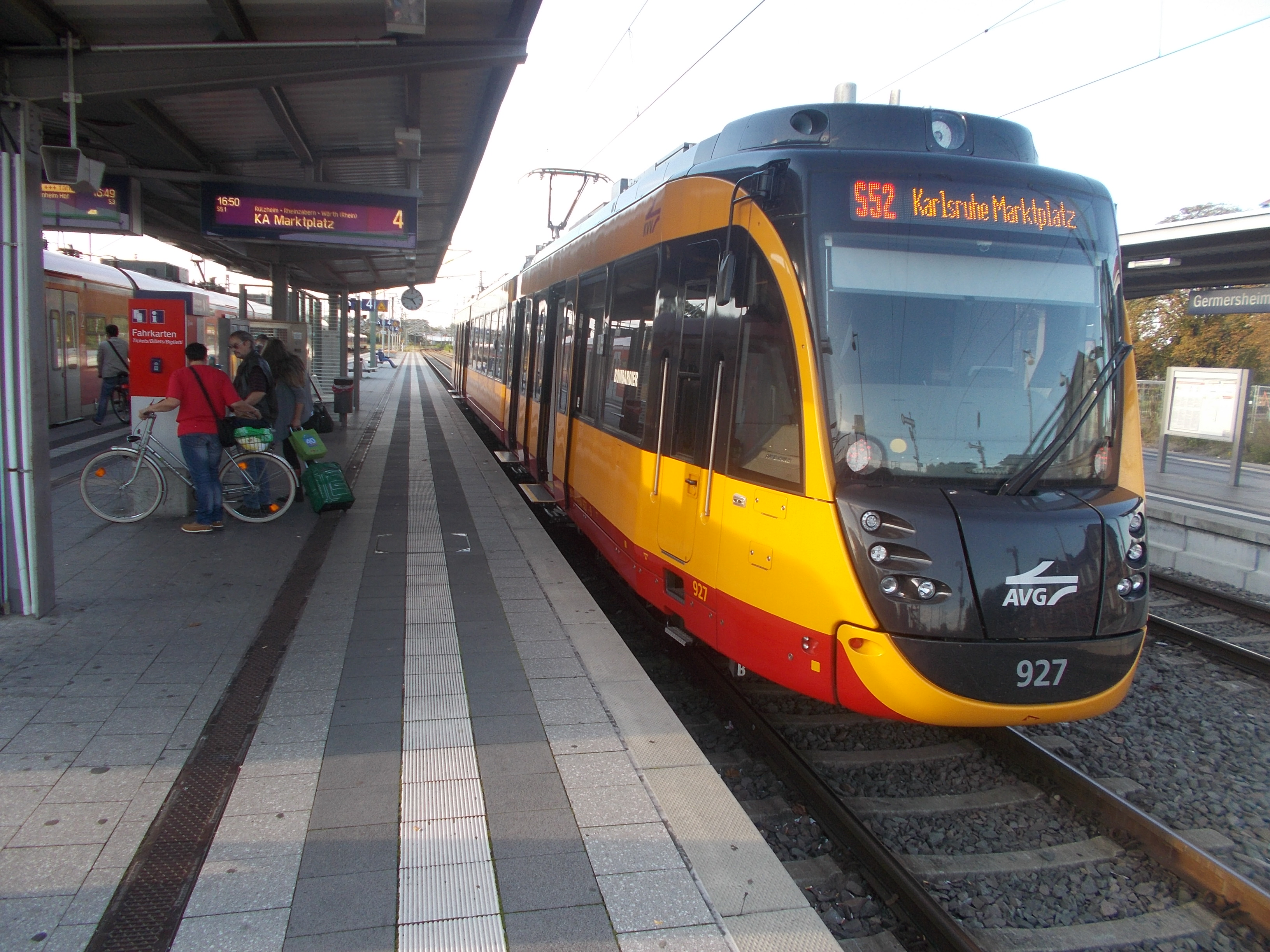
Stadtbahn Karlsruhe am Bahnhof Germersheim

Im Zusammenhang mit der Straßenbahn-Renaissance spielt seit den 1990er-Jahren die Verknüpfung zwischen Straßenbahn und Eisenbahn eine große Rolle bei der Erweiterung beziehungsweise Modernisierung von Straßenbahnnetzen. Besonderen Vorbildcharakter hatte hierbei das sogenannte Karlsruher Modell. Dessen Erfolgsgeschichte begann mit der Verknüpfung der Albtalbahn mit dem städtischen Karlsruher Straßenbahnnetz. Die erste Verbindung, bei der Straßenbahnen Gleise der Deutschen Bundesbahn mitbenutzten, war die Neubaustrecke in Neureut. Wichtige Strecken der Karlsruher Stadtbahn führen nach Bruchsal, Wörth am Rhein/Germersheim und Pforzheim. Seit 2001 ist es möglich, von Heilbronn nach Karlsruhe auf der Strecke der Kraichgaubahn mit der Straßenbahn zu fahren, in Heilbronn wurde in den folgenden Jahren eine neue Innenstadtstrecke gebaut.
Weiterentwicklungen des Karlsruher Modells sind das Nordhäuser Modell, das Zwickauer Modell, das Chemnitzer Modell und das Kaiserslauterer Modell. Letzteres ging allerdings nicht über die Planungsphase hinaus.
International, insbesondere in Frankreich, wird die Verknüpfung zwischen Straßenbahn und Eisenbahn meist als Tram-Train bezeichnet. Allerdings wurde in Frankreich bisher nur im Elsass ein klassischer Tram-Train nach dem Vorbild der Karlsruher Stadtbahn errichtet. Als Teil der Straßenbahn Mulhouse entstand am 11. Dezember 2010 der Tram-Train Mulhouse–Vallée de la Thur eröffnet. Die Entscheidung für einen Tram-Train statt eine klassische Eisenbahn hat hier oft politische Gründe.
Weitere Beispiele in Frankreich:
- In der Île de France in der Agglomeration Paris fährt bereits seit 2006 die Linie 4 der Pariser Straßenbahn auf einer ehemaligen Eisenbahnstrecke.[24][25] Inzwischen (Stand 2023) ist hier ein kleines Vorortnetz entstanden.[23]
- Seit dem 8. Dezember 2012 existieren auch im Raum Lyon Tram-Train-Strecken.[26]
- Seit Anfang 2014 besteht auch Tram-Train-Strecke von Nantes nach Châteaubriant.  Es besteht allerdings keine direkte Verbindung zum Straßenbahnnetz Nantes, obschon die Linie in die Innenstadt fährt. Eine eher als Lokalbahn bediente Verbindung nach  Clisson entstand bereits 2011 und bedient nicht die Innenstadt. Ein Ausbau ist dennoch geplant.[23][27][28][29]

### Alternative Antriebsmethoden

#### APS-System

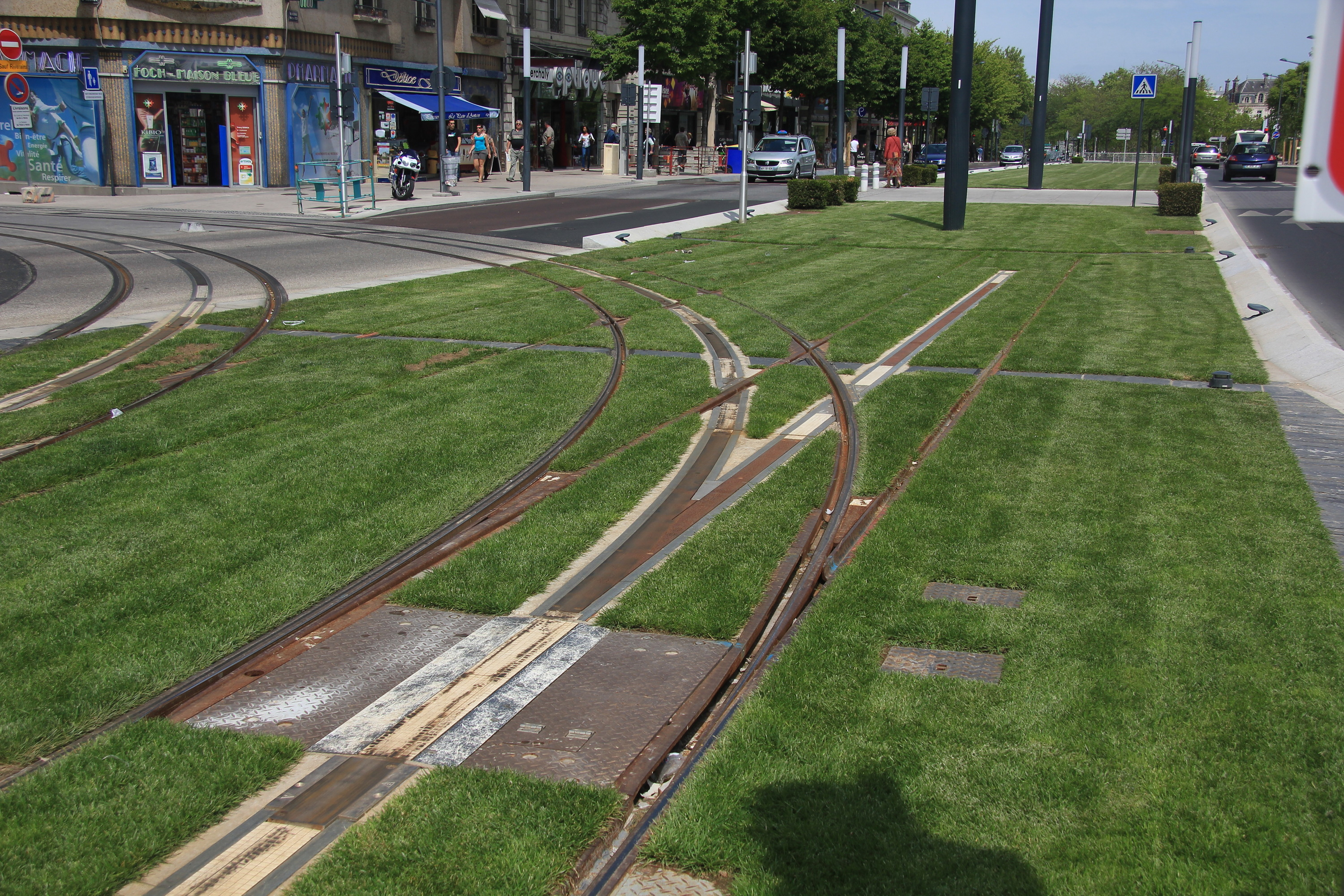
APS-Stromschiene im Weichenbereich der Straßenbahn Angers

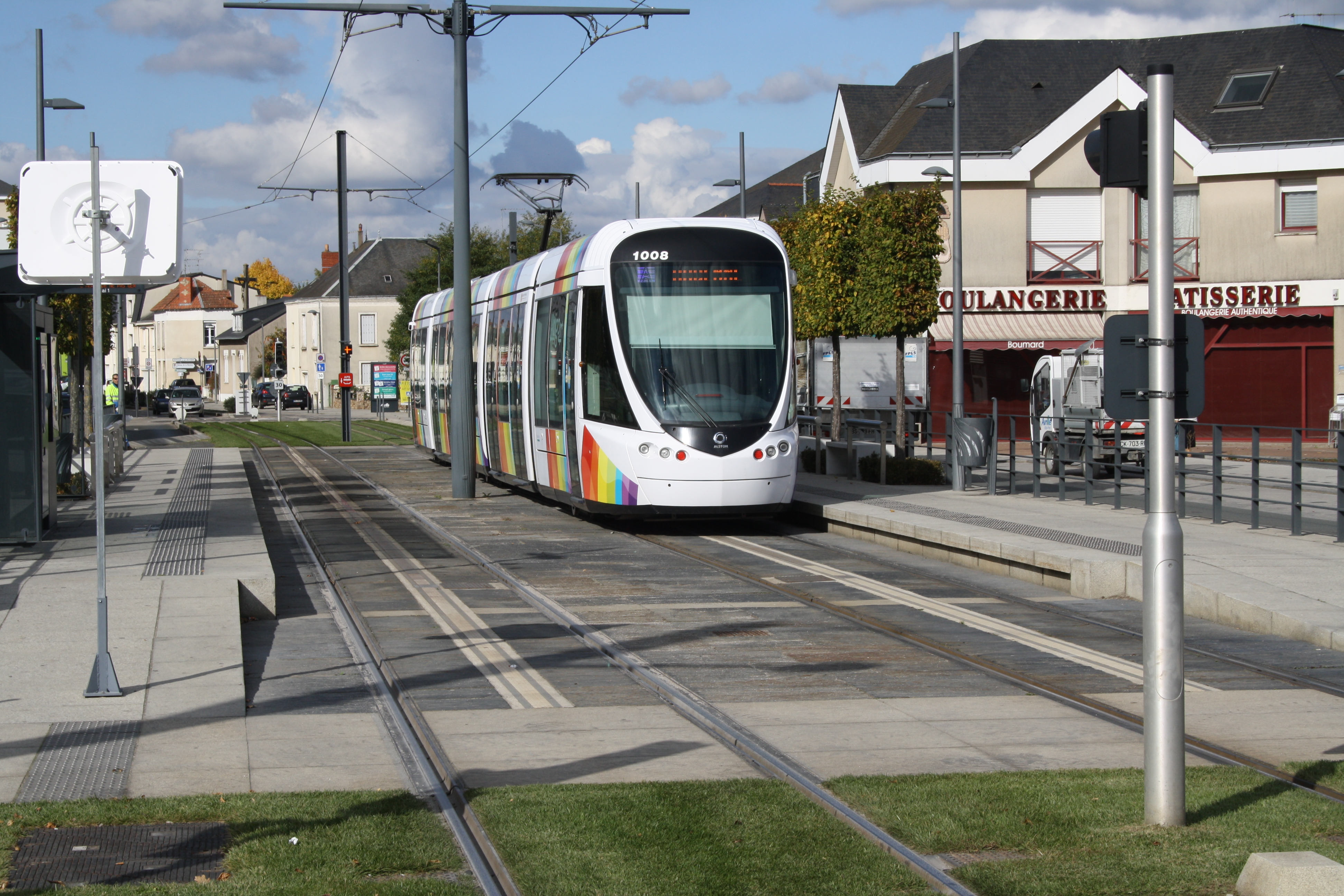
Systemwechselstelle Stromschiene / Oberleitung der Straßenbahn Angers

Die erste elektrische Straßenbahn der Welt in Berlin-Lichterfelde benutzte bis zur Erfindung des Bügelstromabnehmers bereits eine Stromschiene. Ende des 20. Jahrhunderts wurde wieder mit oberleitungslosen Straßenbahnen experimentiert. So gibt es auf dem Testgelände von Bombardier in Bautzen eine Strecke, bei der die Straßenbahn den Strom mittels einer Stromschiene zapft.
Bei der Straßenbahn Bordeaux wurden 2004 diese Konzepte zu einem modernen alltagsverträglichen Konzept weiterentwickelt: das „Alimentation Par Sol“ (kurz: APS). Hierbei befindet sich mittig zwischen den Gleisen eine Stromschiene, die in voneinander isolierte acht Meter lange Abschnitte aufgeteilt ist. Einfahrende Bahnen senden ein Funksignal aus, wodurch nur in jenen Abschnitten, die unmittelbar unter dem Fahrzeug liegen, die Stromversorgung aktiviert wird, so dass eine Gefährdung der Fußgänger ausgeschlossen ist.
Am Anfang kam es häufig zu Problemen und Betriebsausfällen. Starke Regenfälle können das System nach wie vor kurzfristig lahmlegen. Obwohl die Betriebskosten wesentlich höher sind, als bei klassischen Oberleitungen, etabliert es sich inzwischen als Alternative zu diesen in einigen historischen Stadtzentren, so etwa in Angers und Orléans.

#### Batteriebetrieb

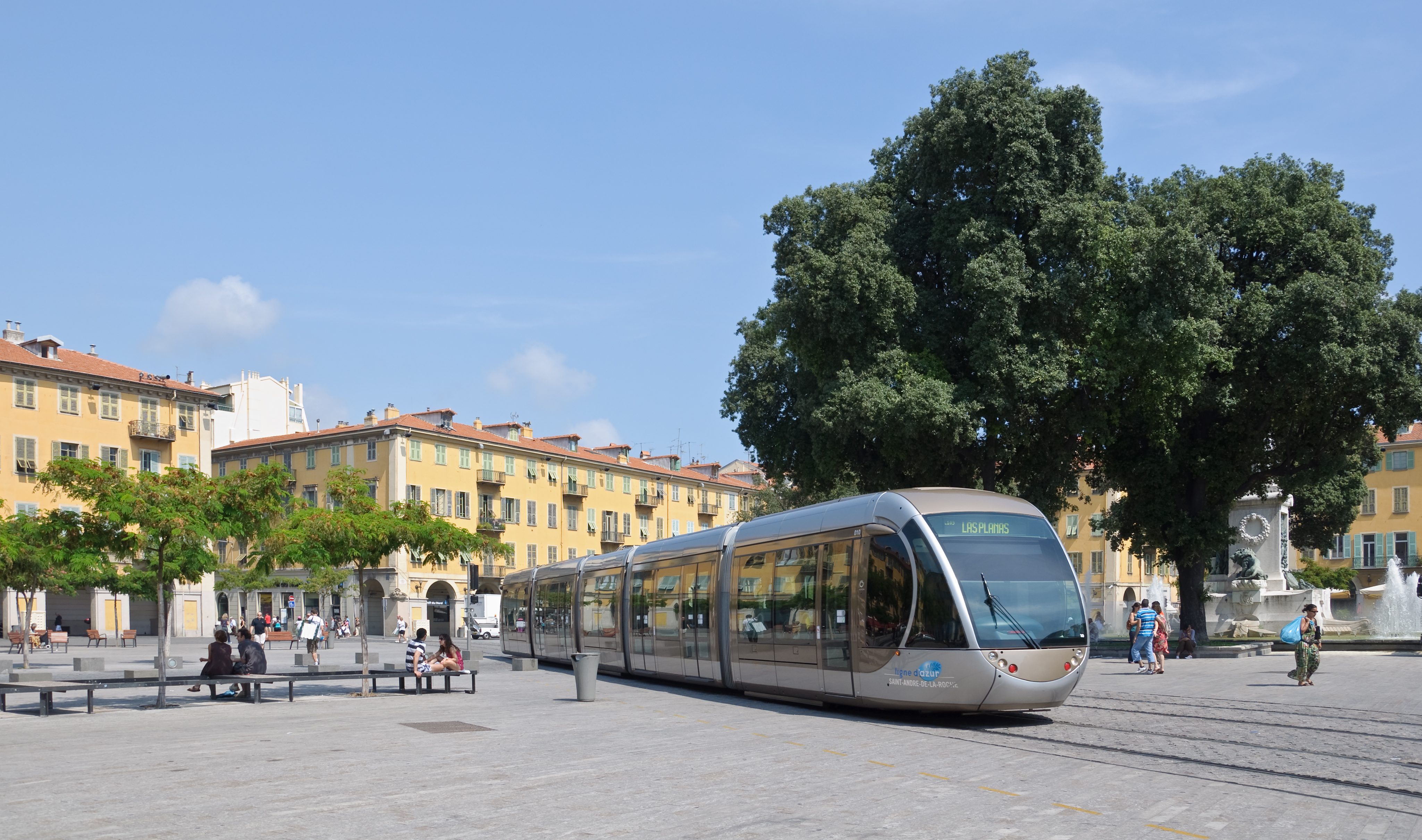
Oberleitungsfreie Strecke an der Place Garibaldi in Nizza

Bei der Straßenbahn Nizza wurde von Alstom ein Konzept etabliert, bei dem im Fahrzeug verbaute Batterien aufgeladen werden, wenn der Stromabnehmer Kontakt zu Oberleitung hat. Auf Abschnitten ohne Oberleitung kann dann auf diese Batterieladungen zurückgegriffen werden. Seither wurde derartige Hybridfahrzeuge weltweit auch in anderen Städte umgesetzt, unter anderem in Charlotte North Carolina. In Frankreich gab es Straßenbahnen mit Akkumulatorantrieb bereits im 19. Jahrhundert in der Region Ile de France.
Inzwischen wird das Konzept auch von diversen anderen Städten und Verkehrsbauunternehmen erprobt. So schaffte eine Straßenbahn der Firma Stadler Pankow GmbH in Brandenburg eine 19 Kilometer lange Strecke ohne Oberleitung und stellte damit einen Weltrekord auf.

#### Superkondensatoren
Siehe auch: Superkondensator
Zur Energierückgewinnung und zur Überbrückung oberleitungsloser Strecken werden in Straßenbahnwagen Superkondensatoren eingesetzt, ähnlich dem KERS-System in der Formel 1. Zunächst ab 2003 durch Bombardier in Straßenbahnwagen in Mannheim erprobt, baut der spanische Hersteller CAF sie seit 2021 serienmäßig in Straßenbahnwagen ein. Auch in China wurden solche Systeme entwickelt, und z. B. von CRRC Zhuzhou 2016 vorgestellt und 2020 in Produktion gestellt. Dieses System ist darauf ausgelegt, einen völlig oberleitungsfreien Betrieb zu gewährleisten, wobei an den Haltestellen die Kondensatoren für bis zu 5 km aufgeladen werden.

#### Drahtlose Energieübertragung
Neben leitergebundener Energiezuführung werden auch Verfahren mittels drahtloser Energieübertragung erprobt. Die Verfahren basieren meist auf induktiver Energieübertragung ähnlich wie bei einem Transformator, bei dem der Transformatorkern in zwei Hälften geteilt ist: Ein Teil, mit der Primärspule, ist ortsfest im Untergrund untergebracht, die zweite Hälfte ist die Sekundärseite im Fahrzeug. Ein solches System im Versuchsstadium mit einer Übertragungsleistung bis 250 Kilowatt ist das Primove von Bombardier Transportation. Damit können Straßenbahnen, welche zusätzlich mit Akkumulatoren ausgestattet sind, Abschnitte ohne Oberleitung oder Stromschiene durchfahren. Vorteile der drahtlosen Energieübertragung sind die geringere visuelle Beeinträchtigung, da es keine Oberleitungen und Oberleitungsmasten mehr gibt. Nachteile sind in den hohen Kosten und der im Vergleich zu Oberleitung schlechtere Wirkungsgrad der drahtlosen Energieübertragung. Ein Testprojekt des Systems findet bei der Straßenbahn Augsburg statt. Seit August 2014 ist die Straßenbahn Nanjing mit drahtloser Energieübertragung unterwegs.

### Spurbus
Unter dem Namen Spurbus wurden mehrere Konzepte ausprobiert und umgesetzt, das Fahrverhalten in Gleisen zu imitieren. Sie konnten sich gegenüber der Straßenbahn allerdings nicht durchsetzen.

#### Translohr und TVR

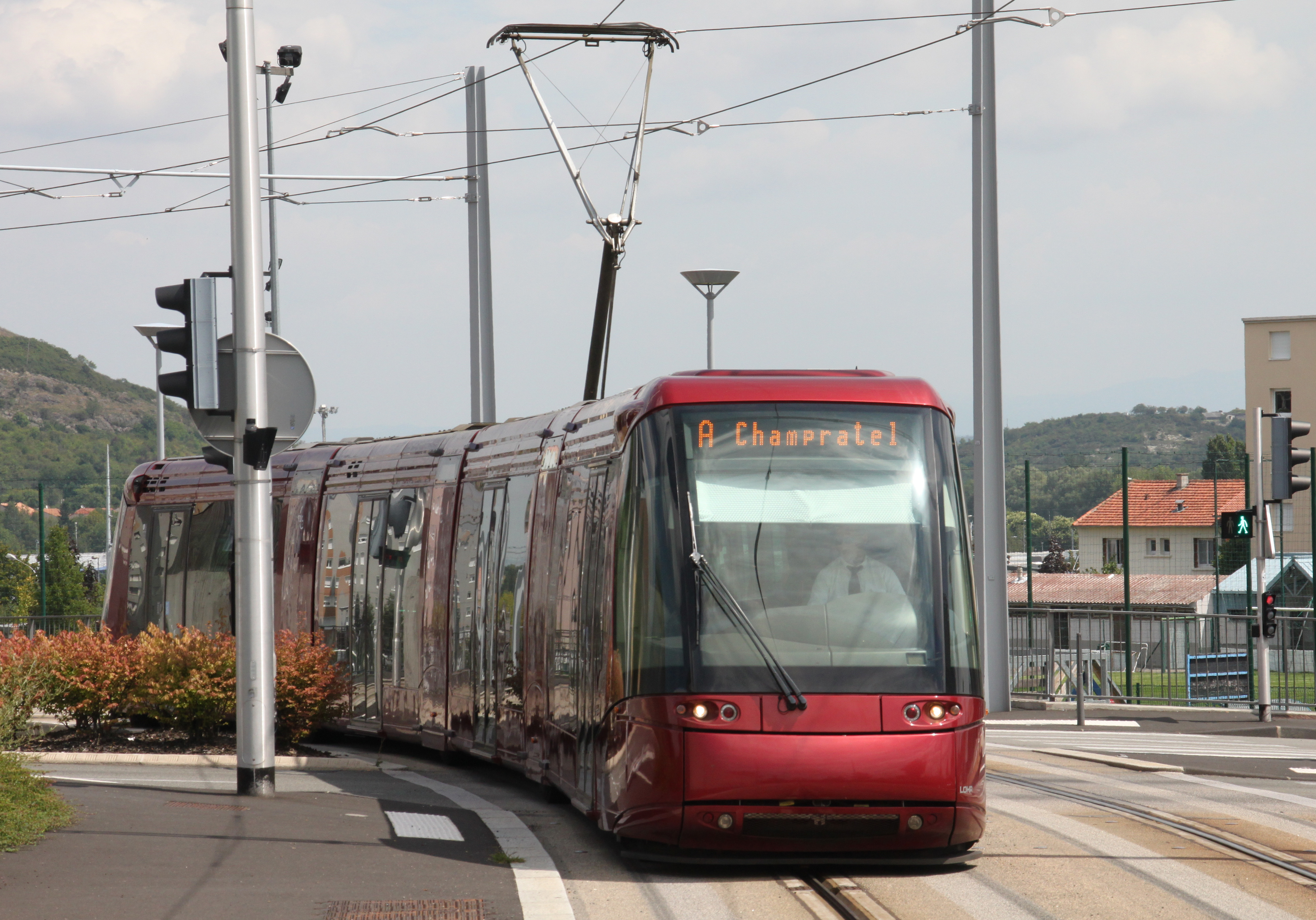
Translohr in Clermont-Ferrand

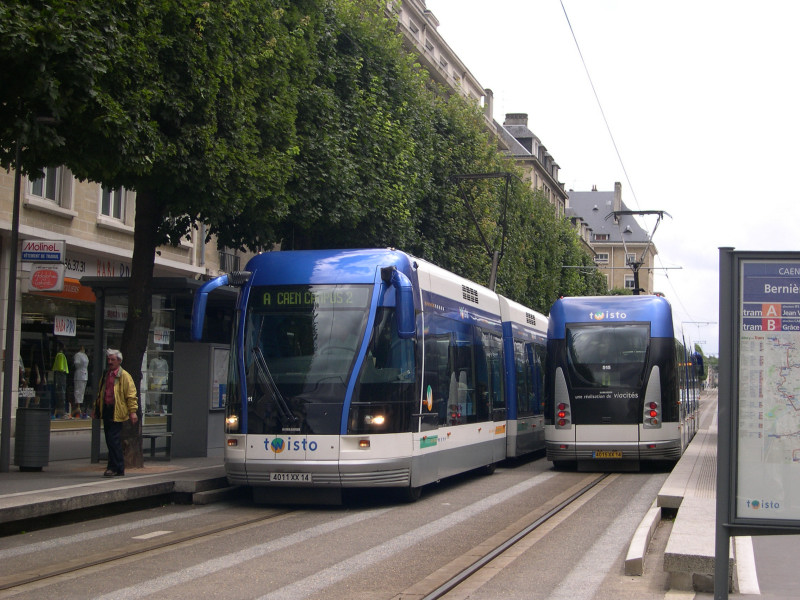
Front- und Heckansicht des TVR in Caen

Das bekannteste Konzept für die Etablierung von Spurbussen ist der Translohr. Seine Fahrzeuge fahren auf Gummireifen wie Busse, werden jedoch mit Hilfe einer mittig verlegten Schiene spurgeführt und beziehen den elektrischen Strom aus einer Oberleitung. Ende 2018 wurde die Produktion eingestellt.
Gegenüber der klassischen Straßenbahn hat der Translohr diverse Nachteile. Neben der fehlenden Möglichkeit, Rasengleise anzulegen, sind vor allem der höhere Energieverbrauch, der geringere Fahrkomfort und der größere Platzbedarf der Räder im Wagen zu nennen. Als Vorteile gelten kleinere befahrbare Gleisbögen und größere mögliche Steigungen.
Beispiele für Städte mit Translohr-System sind Clermont-Ferrand, Medellín, Padua, Shanghai, Tianjin und Venedig. Zudem entstanden zwei Systeme auf der Ile de France.
Der von Bombardier entwickelte TVR ist eine auf dem Translohr basierende gummibereiften Bahn. Im Unterschied zu jenem können sich seine Fahrzeuge jedoch auch ohne Spurführung bewegen. Nur die französischen Städte Nancy und Caen entschieden sich für dieses System. In Caen wurde der Betrieb 2017 zugunsten des Baus einer „klassischen“ Straßenbahn stillgelegt. Bombardier hat erklärt, das Konzept nicht weiter zu verfolgen. In Nancy wurde die einzige derartige Linie im Februar 2023 ebenfalls stillegelgt; langfristig wird hier wieder auf einen klassischen Oberleitungsbusbetrieb gesetzt.

#### O-Bahn/Spurbus
Ein mit dem Spurbus vergleichbares Konzept ist auch die O-Bahn. Dieses wurde zunächst in Essen in den 1980ern unter dem Namen Spurbus entwickelt. Dabei konnten Busse Straßenbahnschienen mitbenutzen. Allerdings wurde hier keine mittlere Fahrschiene genutzt, sondern innerhalb der Straßenbahnschienen oder auf eigenen Gleiskörpern eine betonierte Fahrrinne für Busse installiert und die Busse mittels Führungsrädern in der Spur gehalten. In Essen wurde dabei zeitweise der Stadtbahntunnel in der Innenstadt mitbenutzt, wobei die Spurbusse unter der Bezeichnung Duo-Bus mittels zwei Stangenstromabnehmern wie ein O-Bus elektrisch fahren konnten, während sie außerhalb des Tunnels mit herkömmlichen Dieselmotoren fuhren. In Essen ist noch eine Spurbusstrecke in Mittellage der A40 zwischen den Stadtteilen Huttrop und Kray in Betrieb, die ursprünglich als Vorlaufbetrieb für eine künftige Stadtbahnstrecke gedacht war, 2020 aber erst mit neuen Fahrzeugen ausgestattet wurde, sodass der Betrieb vorläufig gesichert ist. Das gleiche Konzept wurde u. a. in Mannheim und Edinburgh erprobt, aber hat sich dort aber mittelfristig nicht durchgesetzt. In Cambridgeshire (England, unter der Bezeichnung Cambridgeshire Guided Busway, seit 2011) und Adelaide (Australien, hier auch unter dem deutschen Namen O-Bahn, seit 1986) hingegen wird das Konzept seit etlichen Jahren erfolgreich betrieben.

#### ART
Am 2. Juni 2017 wurde in der chinesischen Stadt Zuzhou im Testbetrieb die Autonomous Rail Rapid Transit, kurz ART, des Zugherstellers CRRC Zhuzhou Electric Locomotive vorgestellt. Die gummibereifte ART kann völlig autonom fahren, wobei sie einer weißen, optischen Markierungsspur auf dem Asphalt folgt. Da die ART mit einem Lithium-Titanat-Akku ausgestattet ist, benötigt sie zudem keine Oberleitung. Die Laufzeit des Akkus beträgt nach Angaben des Unternehmens 25 km.
Die Bahn ist kostengünstiger als herkömmliche Trams, da kein Bau von zusätzlicher Infrastruktur notwendig ist; beispielsweise kostet eine U-Bahn rund 700 Millionen Yuan (umgerechnet 50 Millionen Euro), während die ART nur 15 Millionen Yuan kostet. Das Verkehrsmittel ist insbesondere für mittelgroße Städte und ärmere Kommunen eine Option.

### Coventry Very Light Rail
Coventry Very Light Rail ist ein ursprünglich für die englische Stadt Coventry entwickeltes Konzept, mit dem der Bau von Stadtbahn- und Straßenbahnsystemen auch in Mittel- und Kleinstädten im Sinne der Verkehrswende besser umsetzbar sein soll. Dabei sollen die Fahrzeuge auf Einzelwagen mit Drehgestellen reduziert und auf eine Oberleitung verzichtet werden. Stattdessen sollen Akkutriebwagen mit Schnellladestationen entlang der Strecke eingesetzt werden. Da die Einzelwagen leichter sind, kann darüber hinaus beim Gleisbau auf aufwändige Vorarbeiten zum Umlegen von Versorgungsleitungen verzichtet werden. Dadurch ist der Bau nun kostengünstiger und auch stadtplanerisch weniger aufwändig.

## Beispiele für Projekte und Planungen

### Deutschland
In Deutschland ist hingegen eine eher langsame Entwicklung zu erkennen, auch wenn es ähnlich viele Planungen für Straßenbahnstrecken wie in Frankreich gibt. Allerdings liegen aktuell Planungen von neuen Straßenbahnnetzen in Nordrhein-Westfalen, unter anderem in Paderborn, auf Eis. Zuletzt waren die Projekte in Aachen und Hamburg in den Medien, welche beide jedoch an politischen Veränderungen im Stadtrat bzw. einem Bürgerentscheid scheiterten. In Aachen ist seitdem ein neues Projekt in Planung, welches seit Ende 2023 durch alle Stadträte der beteiligten Kommunen unterstützt wird. In Oberhausen wurde 2015 der projektierte Neubau einer Straßenbahnverbindung mit Essen nach einem negativen Bürgervotum auf Eis gelegt. Weitere Planungen in Trier, Kaiserslautern, Offenbach am Main und Hanau kommen wiederholt in die Diskussion, misslangen jedoch gleichfalls immer wieder an mangelnder finanzieller Unterstützung durch die Aufgabenträger oder an Meinungsänderungen im Stadtrat.
In Kiel bedeutete das Ende der Planungen für die StadtRegionalBahn Kiel 2015 zugleich den Anfang für das Projekt einer zunächst auf das Stadtgebiet beschränkten Stadtbahn, wobei die erste Linie 2034 eröffnet werden soll. Ein ähnliches Projekt mit vergleichbarem Realisierungshorizont ist mit der Regional-Stadtbahn Neckar-Alb geplant. Hierbei sind je eine Innenstadtstrecke in Reutlingen und Tübingen vorgesehen. Bei einem Bürgerentscheid am 26. September 2021 wurde allerdings gegen die Innenstadtstrecke in Tübingen votiert. Zu den konkreten Planungen zählen auch die Stadt-Umland-Bahn Nürnberg-Erlangen-Herzogenaurach und die Stadtbahn Regensburg. Weitere Beispiele für geplante Netze sind hier zu finden.

### Übriges Europa
Im übrigen Europa entstanden neue Projekte vor allem in Südeuropa. Es existieren mittlerweile moderne (und neue) Straßenbahnen etwa in Athen, Valencia, Sevilla und Florenz. Momentan tendiert die Entwicklung daher dahin, dass insbesondere in diesen Ländern auch weiter große Straßenbahnnetze gebaut werden.
Auch die Stadt Luxemburg plante seit den 1990er-Jahren eine neue Straßenbahn. Die Entwürfe konnten aufgrund von Bürgerinitiativen und Streitigkeiten über den Streckenverlauf jedoch lange Zeit nicht realisiert werden. Aufgrund der Bedeutung als EU-Standort und dem wachsenden Individualverkehr in Luxemburg als einem der mitteleuropäischen (Banken-)Zentren bleibt eine Straßenbahn jedoch nach wie vor notwendig. Es wurden Planungen bekannt, dass spätestens 2030 der Bau eines Netzes beginnen könnte. Im Juni 2014 wurde vom Parlament schließlich der Bau eines Straßenbahnlinie für 550 Millionen Euro beschlossen, Baubeginn war Mitte 2015. Ein erster 7,5 km langer Betriebsabschnitt der Straßenbahn Luxemburg (Stater Tram) wurde am 10. Dezember 2017 in Betrieb genommen, seither folgt ein sukzessiver Ausbau.
Nijmegen erwägt ebenfalls Investitionen in dieser Richtung und die Straßenbahn Olsztyn in Polen rollt seit 2015, nachdem 1965 hier die letzte meterspurige Strecke stillgelegt wurde.

### Weltweit
Neue Straßenbahnstrecken sind auch außerhalb von Europa entstanden, unter anderem in der Türkei, Algerien und Marokko. In Jerusalem wurde 2011 die Straßenbahn Jerusalem eröffnet, die Eröffnung der Straßenbahn in Tel Aviv folgte 2023. Auch in Dubai wurde ein neues Straßenbahnnetz errichtet.
Insbesondere in einigen chinesischen und südostasiatischen Städten entstehen neue Stadtbahnstrecken. Gerade in diesen wirtschaftlich und demographisch sehr schnell wachsenden Ländern gibt es ein großes Potential für neue Straßenbahnen. Dort könnten sie einen ähnlichen Aufschwung wie in den westlichen Industriestaaten nehmen. Insbesondere zwischen 2019 und 2021 wurden in über 30 chinesischen Städten über 5.800 km Straßenbahnstrecken gebaut, unter anderem in Fuzhou, Mengzi, Xi’an und Wuhan (alphabetische Reihenfolge). Dies kostete umgerechnet mehr als 500 Milliarden Euro. Bereits seit 1988 im Betrieb ist die Straßenbahn in Tuen Mun bei Hongkong. Der Betrieb gilt als einer der Vorreiter für die Renaissance der Straßenbahn in Asien.
Im 21. Jahrhundert begannen auch in süd- und mittelamerikanischen Städten Planungen; erste Strecken sind bereits in Betrieb gegangen, z. B. die Ayacucho-Tram in Medellín (2015) oder der VLT in Rio de Janeiro (2016), sowie 2019/2020 die Straßenbahn Cuenca in Ecuador.
In Vorbereitung oder schon in Bau sind die neu zu errichtenden Betriebe 
- Straßenbahn Bologna
- Straßenbahn Brescia
- Straßenbahn Uppsala
- Straßenbahn Turku
- Straßenbahn Montreal